# Theritas adamsi
Theritas adamsi is een vlinder uit de familie van de Lycaenidae. De wetenschappelijke naam van de soort werd als Thecla adamsi in 1909 gepubliceerd door Hamilton Herbert Druce.